# 김수빈 (2009년)
김수빈 (2009년 4월 7일 ~ )은 대한민국의 내일은 미스트롯2 참가자이자 정식 음반을 발매한 가수이다.

## 학력
- 보령시 대천여자중학교 (재학중)

## 음반
| 발매            | 제목         | 분류       | 비고                     |
| 2020년 8월 27일 | 내개 온 트롯 | 디지털싱글 | 이건우 작사, 최신규 작곡 |

## 방송
- 2020년 2월, MBC 《편애중계》 출전
- 2020년 3월 20일, MBC 《생방송 오늘아침》 출연
- 2020년 4월 20일, KBS1 《아침마당》 제8611회 - '이대로만 자라다오 트로트 신동 특집' 출연
- 2020년 5월 5일, MBC 에브리원 《비디오스타》 '어린이날 특집! 비스 비즈카페' 출연
- 2020년 12월, TV조선 《내일은 미스트롯2》 출전 (본선 1차 팀미션,본선 2차 1:1 데스메치)
- 2021년 3월 15일, (KBS 1TV, 아침마당 ), '명불허전' 출연
- 2021년 4월 9일, KBS2 《굿모닝 대한민국 라이브》 '노래는 인생을 싣고' 출연
- 2021년, MBN 《헬로트로트》 참가

## 수상
- 2018년 5월 26일, 제3회 보령시민노래자랑 인기상
- 2019년 8월 18일, 전국노래자랑 제1957회 서천군편 인기상
- 2019년 9월 21일, 2019 공주 행복시민가요제 인기상
- 2019년 10월 19일, 귀주대첩 1000주년 강감찬 가요제 우수상
- 2019년 11월 1일, 제5회 보령 김축제 보령시민노래자랑 청소년 2위
- 2019년 12월 29일, 전국노래자랑 특집 2019 연말 결선편 장려상
- 2020년 8월 30일, 전국노래자랑 40주년 기념 청춘편 장려상 (노래 <가지마>)

## 기타 활동
- 2020년 9월 4일, <내게 온 트롯> 뮤직비디오 공개
- 2020년 10월 31일, 생명나눔실천본부 홍보대사 위촉 (제11회 생명나눔 자선음악회)